# Shanghai Kid 2
Série Shanghai Kid
Shanghai Kid
(2000)
Pour plus de détails, voir Fiche technique et Distribution.
Shanghai Kid 2 ou Les Chevaliers de Shanghai au Québec (Shanghai Knights) est un film américano-hongkongais réalisé par David Dobkin, sorti en 2003. Il s'agit de la suite du film Shanghai Kid, sorti en 2000.

## Synopsis
Lorsqu'un rebelle chinois assassine le père de Chon Wang, la sœur de ce dernier se rend en Angleterre pour traquer le tueur. Chon et Roy O'Bannon partent également à Londres et découvrent l'existence d'une conspiration mondiale visant à détruire la famille royale et à envahir les royaumes chinois et anglais. Évidemment, la confrontation de nos deux héros avec les traditions anglaises ne se fera pas sans mal...

## Fiche technique
Sauf indication contraire, les informations mentionnées dans cette section peuvent être confirmées par les bases de données cinématographiques IMDb et Allociné,  présentes dans la section « Liens externes ».
- Titre original : Shanghai Knights
- Titre français : Shanghai Kid II
- Titre québécois : Les Chevaliers de Shanghai[1]
- Réalisation : David Dobkin
- Scénario : Alfred Gough et Miles Millar, d'après les personnages créés par Alfred Gough et Miles Millar
- Musique : Randy Edelman
- Direction artistique : Giles Masters, Tony Reading et Jaromír Svarc
- Décors : Allan Cameron, Peter Young et Barbora Bucharova
- Costumes : Anna B. Sheppard
- Photographie : Adrian Biddle et Harvey Harrison
- Son : Tim Chau, Andy D'Addario, Petr Forejt, Ian Voigt
- Montage : Malcolm Campbell
- Production : Gary Barber, Roger Birnbaum et Jonathan Glickman
  - Production déléguée : Stephanie Austin, Jackie Chan, Willie Chan, Edward L. McDonnell et Solon So
  - Production associée : David Minkowski, Matthew Stillman et Scott Thaler
- Sociétés de production
  - États-Unis : Birnbaum / Barber Productions, présenté par Spyglass Entertainment et Touchstone Pictures
  - Royaume-uni : All Knight Productions
  - Chine (Hong Kong) : en association avec Jackie Chan Films Limited
- Sociétés de distribution : Buena Vista Pictures Distribution (États-Unis) ; Buena Vista International (Royaume-uni) ; Gaumont Buena Vista International (France)
- Budget : 50 millions de $[2],[3]
- Pays de production :  États-Unis,  Hong Kong
- Langues originales : anglais, mandarin
- Format : couleur (Technicolor) — 35 mm — 2,35:1 / 2,39:1 (Panavision) — son DTS / Dolby Digital / SDDS
- Genre : action, aventure, comédie
- Durée : 114 minutes
- Dates de sortie[4] :
  - États-Unis, Québec : 7 février 2003[1]
  - Hong Kong : 13 février 2003
  - France : 9 juillet 2003[5]
  - Belgique : 23 juillet 2003[6]
- Classification :
  - États-Unis : accord parental recommandé, film déconseillé aux moins de 13 ans (PG-13 - Parents Strongly Cautioned)[N 1]
  - Hong Kong : ne convient pas aux enfants (IIA - Catégorie Deux-A)[N 2]
  - France : tous publics (conseillé à partir de 10 ans)[5],[7]
  - Belgique : tous publics (Alle Leeftijden)[6]
  - Québec : tous publics (G - General Rating)[8]

## Distribution
- Jackie Chan (VF : Guy Chapellier et VQ : François L'Écuyer) : Chon Wang
- Owen Wilson (VF : Éric Legrand et VQ : Luis de Cespedes) : Roy O'Bannon
- Fann Wong (VF : Véronique Desmadryl et VQ : Viviane Pacal) : Chon Lin
- Aaron Johnson (VF : Gwenaël Sommier et VQ : Émile Mailhiot) : Charlie Chaplin[N 3]
- Aidan Gillen (VF : Jean-Pierre Michaël et VQ : Benoît Gouin) : Lord Nelson Rathbone
- Tom Fisher (en) (VF : Cyrille Artaux et VQ : François Godin) : Artie Doyle
- Donnie Yen (VF : Hervé Bellon et VQ : Marc-André Bélanger) : Wu Chow
- Gemma Jones (VQ : Élizabeth Lesieur) : Reine Victoria
- Matt Hill (VF : Vincent Ropion) : le député
- Oliver Cotton (en) (VF : José Luccioni) : Jack l'éventreur
- Nigel Davenport : le vieil homme (non crédité)

## Accueil

### Box-office
- États-Unis : 60 470 220 $ US[9]
- France : 140 464 entrées[9]
- Mondial : 88 316 835 $[9]

## Distinctions

### Nominations2003
- MTV Movie & TV Awards :
  - Meilleure équipe à l'écran pour Jackie Chan et Owen Wilson
  - Meilleur combat pour Fann Wong (contre les gardes du palais)
- Teen Choice Awards : meilleure séquence de combat / action

### Nominations2004
- Taurus World Stunt Awards : meilleur combat pour Bradley James Allan, Paul Andreovski, Petr Bozdech, Radek Bruna, Gang Wu, Jan Loukota et Rudolf Vrba[N 4]
- Young Artist Awards : meilleur second rôle masculin dans un film (Jeune acteur) pour Aaron Taylor-Johnson

## Éditions en vidéo
- En France, le film Shanghai Kid 2 est sorti en DVD le 8 avril 2004[11].
- Au Québec, le film est sorti en DVD le 15 juillet 2003[1].